# Bleached
Bleached est un groupe américain de pop, originaire de Los Angeles, en Californie. Il est constitué des sœurs Jennifer et Jessica Clavin, qui jouaient anciennement dans le groupe Mika Miko. Le groupe, qui joue un mélange musical de rock, pop, rock 'n' roll et rock indépendant, compte trois albums studio : Ride Your Heart (2013), Welcome the Worms (2016) et Don't You Think You Have Had Enough? (2019), tous sortis au label Dead Oceans, figurant dans les classements Billboard.

## Histoire
Le groupe forme à Echo Park, Los Angeles, en Californie, en 2011, avec la chanteuse de Mika Miko, Jennifer Clavin, et la guitariste Jessica Clavin. Micayla Grace rejoint le groupe en 2014 et le batteur Nick Pillot en 2016,,,,,,,,.
Le groupe sort trois singles, Francis, Carter et Searching Through the Past / Electric Chair, peu de temps après leur formation. Leur sortie ultérieure, un album studio, Ride Your Heart, sort le 2 avril 2013 sous le label Dead Oceans. Cet album figurait dans le classement des albums Heatseekers du magazine Billboard, où il culmine à la 18e place. En 2014, ils sortent une version longue, For the Feel, sur Dead Oceans. Le groupe sort un autre album studio, Welcome the Worms, le 1er avril 2016 avec Dead Oceans. L'album atteint la 15e place du classement des albums Heatseekers, alors qu'il se classe à la 46e place du classement des albums indépendants.

## Membres

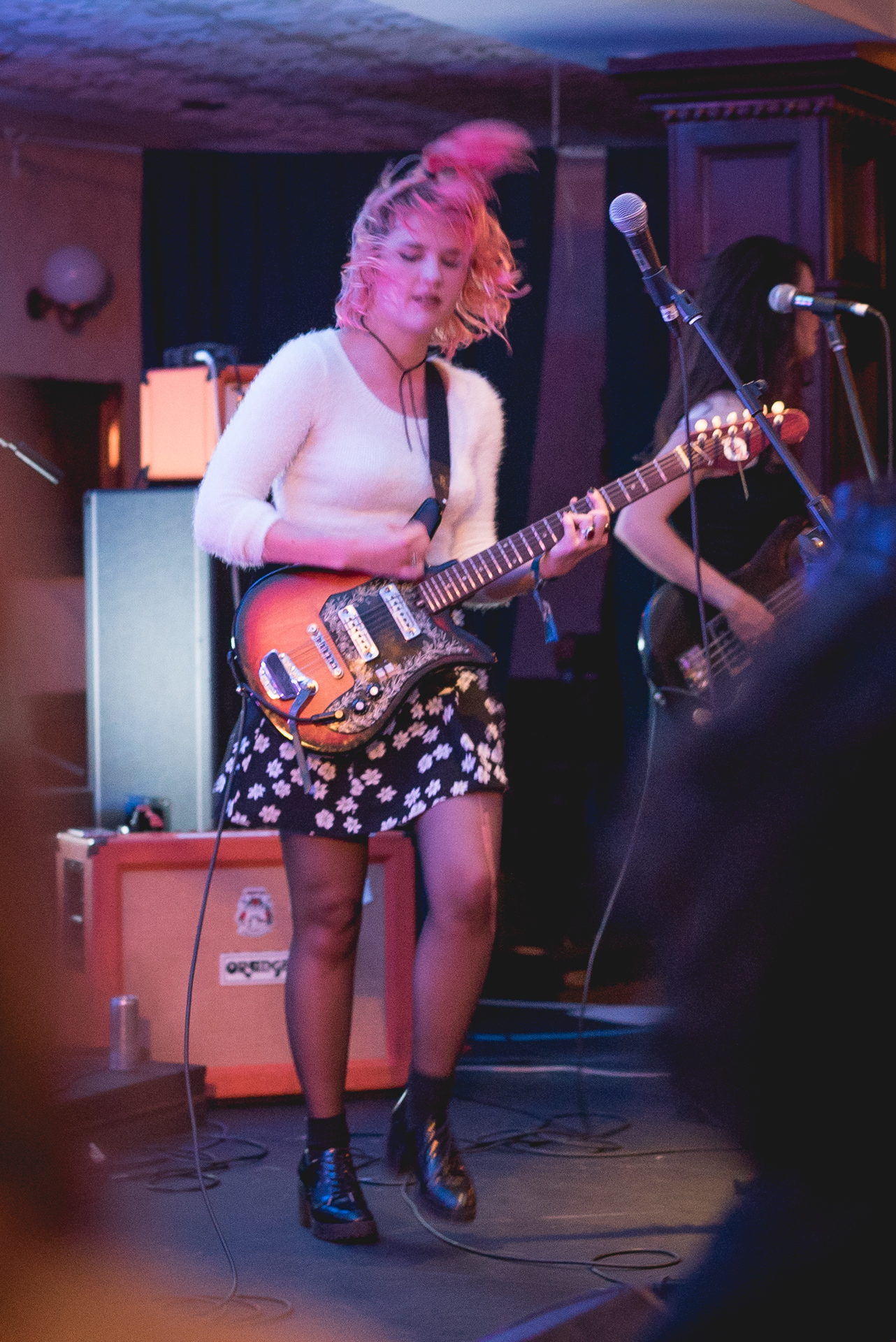
Jennifer Clavin en concert avec le groupe en mai 2016.

- Jennifer Clavin – chant, guitare, synthétiseur
- Jessica Clavin – guitare solo, basse
- Nick Pillot – batterie, percussions

## Discographie

### Albums studio
| Titre                              | Détails                                                                                       | Meilleure position | Meilleure position |
| Titre                              | Détails                                                                                       | US Heat            | US Indie           |
| ---------------------------------- | --------------------------------------------------------------------------------------------- | ------------------ | ------------------ |
| Ride Your Heart                    | - Sortie : 2 avril 2013 - Label : Dead Oceans - CD, téléchargement numérique                  | 18                 | —                  |
| Welcome the Worms                  | - Sortie : 1er avril 2016 - Label : Dead Oceans - CD, téléchargement numérique                | 15                 | 46                 |
| Don't You Think You've Had Enough? | - Sortie : 12 juillet 2019 - Label : Dead Oceans - CD, téléchargement numérique, LP, cassette | —                  | —                  |

### EP
- 2014 : For the Feel (Dead Oceans)
- 2017 : Can You Deal? (Dead Oceans)

### Singles
- 2011 : Carter (Art Fag Recordings) (single hors album)
- 2011 : Francis (Post Present Medium) (single hors album)
- 2011 : Searching Through the Past / Electric Chair (Suicide Squeeze)